# Xã Crawford, Quận Coshocton, Ohio
Xã Crawford (tiếng Anh: Crawford Township) là một xã thuộc quận Coshocton, tiểu bang Ohio, Hoa Kỳ. Năm 2010, dân số của xã này là 1.858 người.